# Гимн Сент-Люсии
| Параметр          | Информация                                                             |
| ----------------- | ---------------------------------------------------------------------- |
| Название          | Sons and Daughters of Saint Lucia                                      |
| Статус            | Национальный гимн                                                      |
| Принят            | 1967 год                                                               |
| Текст             | Чарльз Джесси (Charles Jesse)                                          |
| Музыка            | Летон Феликс Томас (Leton Felix Thomas)                                |
| Официально принят | После получения статуса ассоциированного государства с Великобританией |
| Язык              | Английский                                                             |

Государственным гимном Сент-Люсии является музыкальное произведение «Сыновья и дочери Сент-Люсии». Впервые принят в 1967 году и утверждён как официальный гимн после обретения независимости в 1979 году.
Гимн Сент-Люсии, "Sons and Daughters of Saint Lucia", был принят в качестве национального гимна в 1967 году, когда страна получила статус ассоциированного государства Великобритании, предоставившего ей большую степень самоуправления. После полного достижения независимости 22 февраля 1979 года гимн остался неизменным.
Авторы гимна:
- Слова гимна написал Чарльз Джесси, известный также как Charles Jesse. Он внес значительный вклад в создание текста гимна, который отражает любовь и привязанность к родине.
- Музыку к гимну сочинил Летон Феликс Томас (Leton Felix Thomas), добавив мелодичность и эмоциональность к словам Джесси, тем самым создав гармоничное музыкальное произведение, которое стало символом национального единства и гордости Сент-Люсии.
Гимн является важной частью национальной идентичности Сент-Люсии, символизируя ее историю, культуру и стремления народа.

## Текст
Sons and daughters of Saint Lucia,
love the land that gave us birth,
land of beaches, hills and valleys,
fairest isle of all the earth.
Wheresoever you may roam,
love, oh, love your island home.
Gone the times when nations battled
for this 'Helen of the West,
gone the days when strife and discord
Dimmed her children’s toil and rest.
Dawns at last a brighter day,
stretches out a glad new way.
May the good Lord bless our island,
guard her sons from woe and harm!
May our people live united,
strong in soul and strong in arm!
Justice, Truth and Charity,
our ideal for ever be!